# Taniec śmierci

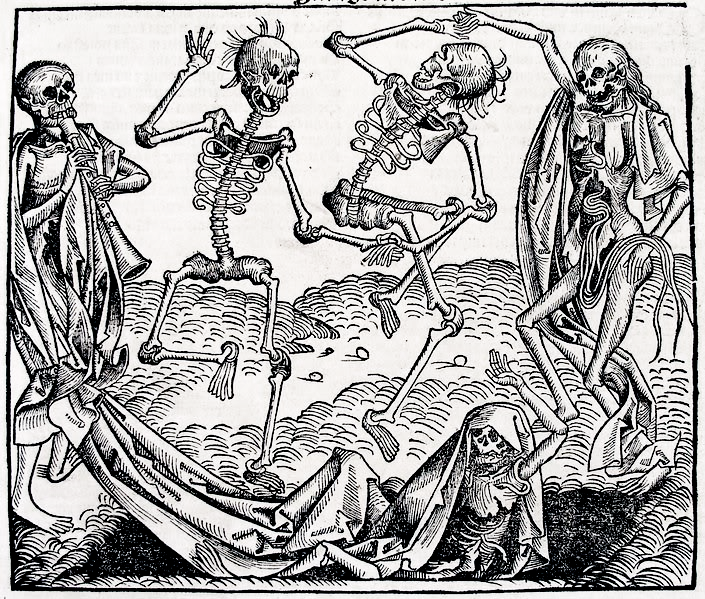
Taniec śmierci (Michael Wolgemut)

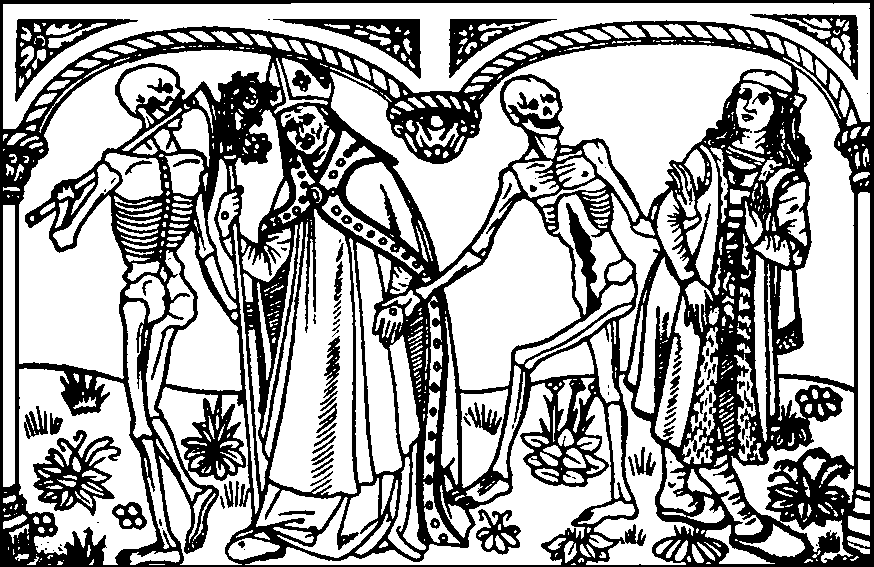
Biskup i rycerz. La Danse macabre, Guy Marchant, 1486, Paryż

fresk Taniec Śmierci, 1490

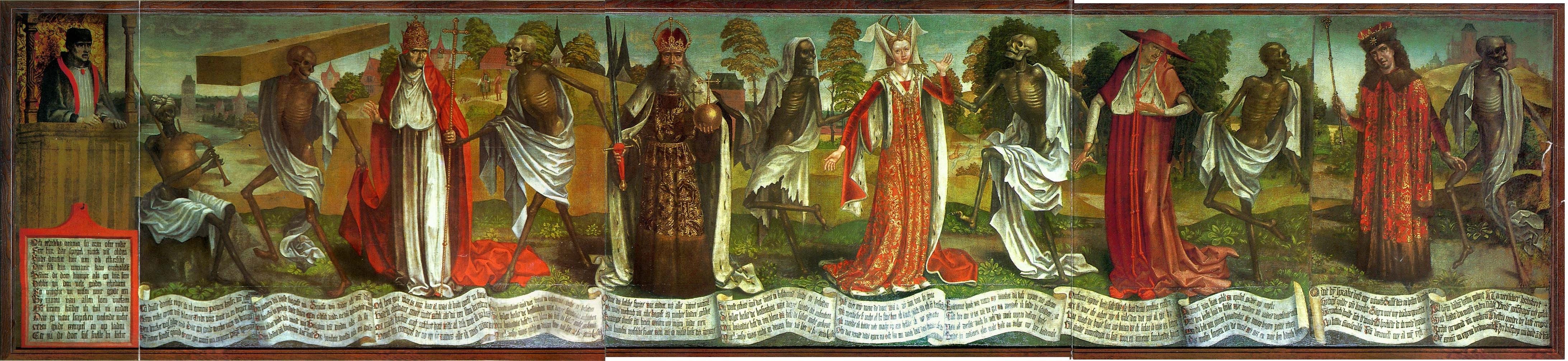
Bernt Notke, Taniec śmierci z Kościoła św. Mikołaja w Tallinnie, koniec XV wieku.

Taniec śmierci (z fr. danse macabre, wym. [dɑ̃s ma.kabʁ]) – alegoryczny taniec, którego przedstawianie rozwinęło się w kulturze późnego średniowiecza (XIV i XV wiek), korowód ludzi wszystkich stanów z kościotrupem na czele, wyrażający równość wszystkich ludzi w obliczu śmierci.

## Późne średniowiecze
Taniec śmierci był jedną z najpopularniejszych alegorii w sztuce plastycznej i literaturze późnego średniowiecza. Przedstawienia tego typu powstawały jako upomnienie przed nieuchronnym śmiertelnym losem, ale także jako wyraz rozczarowania marnością świata i skargi na przemijanie.
Przedstawia on trupy w stanie rozkładu toczone przez robactwo, żaby czy węże, zmumifikowane zwłoki ludzkie lub szkielety w ludycznym geście triumfu porywające do tańca przedstawicieli wszystkich stanów.
Wczesne tańce śmierci przedstawiają koło taneczne, w którym rozradowane trupy tańczą z przestraszonymi ludźmi. Później krąg taneczny rozpada się na podwójne pary. Tak też przedstawia swój Taniec Śmierci Hans Holbein.

## Barok
W baroku powraca popularność średniowiecznych motywów tańca i triumfu śmierci. Na przykład w Polsce powstają obrazy tego typu, jak np. Taniec śmierci w Kościele Bernardynów w Krakowie, (XVII w.), w klasztorze w Kalwarii Pacławskiej koło Przemyśla (XVII w.) czy stiuki z Kaplicy Pana Jezusa w kościele parafialnym w Tarłowie (połowa XVII wieku).